# グロッソテリウム
グロッソテリウム (Glossotherium) は、新生代新第三紀鮮新世から第四紀完新世にかけて南アメリカ大陸に生息していた地上性ナマケモノ（ground sloth）の属である。

## 分類

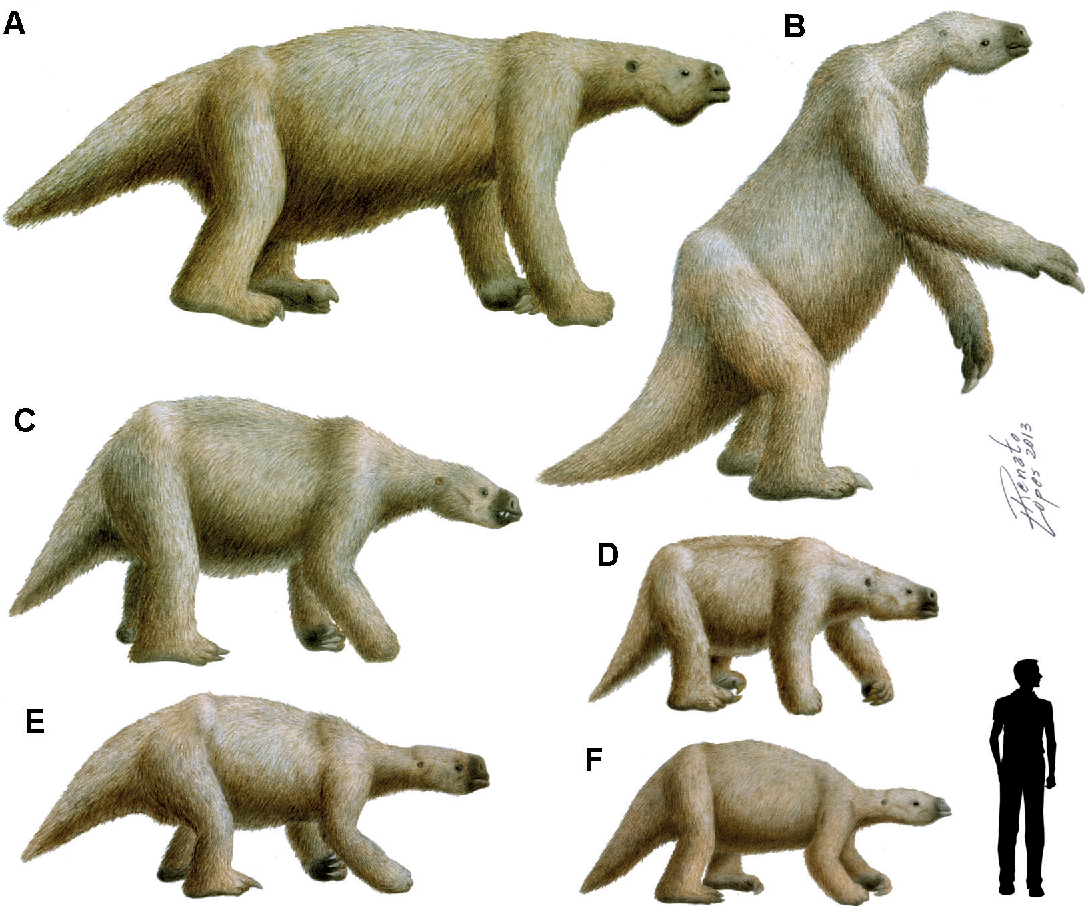
グロッソテリウム（E）と他の大型の地上性ナマケモノ類の復元想像図。

1833年にチャールズ・ダーウィンによって発見がなされた。ダーウィンはビーグル号による2度の航海を経てグロッソテリウム、ミロドン、メガテリウム、スケリドテリウムを採取しており、メガテリウム以外はダーウィンによる発見だった。命名もミロドンやスケリドテリウムなどと同様にリチャード・オーウェンが行い、オーウェンは頭蓋骨の特徴からグロッソテリウムが大きく長い舌を有してシロアリなどの昆虫を食べていたと仮定し、1840年に「舌を持つ獣」を意味する名前として名付けた。
グロッソテリウムの近縁属にはミロドン、パラミロドン（Paramylodon）、スケリドテリウム、レストドン（Lestodon）などが存在し、これらの中でもパラミロドンと特に近縁である。グロッソテリウムとパラミロドンは形態的にも類似性が強い事もあって出土記録が度々混同されてきた。アメリカ合衆国のラ・ブレア・タールピットでは複数の地上性ナマケモノ類が当時の他の大型動物などと共に発見されており、当時はグロッソテリウムと誤認されていた非常に保存状態のよく完全に近い複数の標本も出土していた。このため、以前はグロッソテリウムも北米大陸に到達したとも認識されてきたが、属が分割されて以降はラ・ブレアにおける出土記録はパラミロドンに改められており、確認されているグロッソテリウムの分布範囲は南米大陸に限定されている。

## 特徴

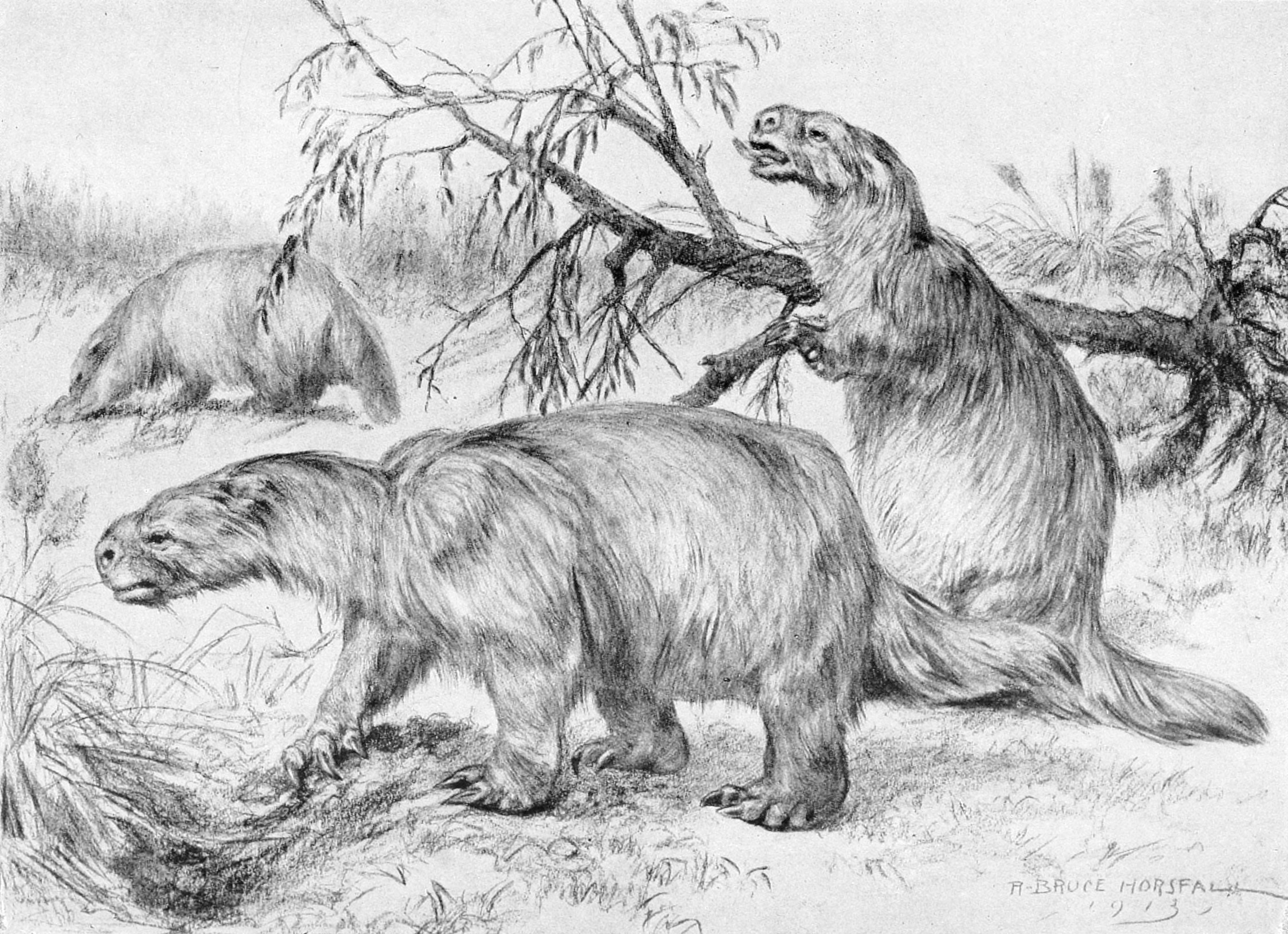
グロッソテリウムの復元想像図。

南米大陸の広範囲に分布し、南はアルゼンチンから北はコロンビアやベネズエラに達していた。
G. robustum の体長は4メートル、体重は1.5トンに達したと思われる。全体的な形態はパラミロドン（Paramylodon）との類似性が非常に強く、この2属の出土記録は頻繁に混同されてきた。本属の所属種の中でも種または発見された地域によって形態的な差異が確認されており、たとえば南米大陸のより南部で発見されてきた G. robustum の頭蓋骨と下顎骨には上顎の前部の肥大化などの特徴が見られるが、これはブラジルの熱帯地方からの産出標本とは異なる傾向を有している。
体躯は力強く、四足歩行だけでなく後ろ脚を使って立ちあがり、前腕を使って木々の枝を手繰り寄せていたと思われる。糞の化石からグロッソテリウムは砂漠地帯の低木も食料としていたと考えられており、地上性ナマケモノが完全にまたは部分的に草食性であったことを裏付ける資料となっている。G. robustum の吻は先端が幅広くなっており、草の様な質の悪い葉を大量に摂取することが可能だったと思われる。また、舌骨の形状から同種は他の多くのナマケモノ類よりも舌をより突き出して餌となる植物を巻き取ること（en）ができたことが示唆されている。
また、スケリドテリウムと同様に強力な爪を使って崖の斜面に洞窟を作って巣穴にしていたことが示唆されている。

## 絶滅
グロッソテリウムを含む地上性ナマケモノ類はおしなべて絶滅している。この要因には複数の説が存在しており、人類による狩猟がもたらした大量絶滅である説が根強く支持されているが、森林の減少による草原の増加によって発生した餌の減少、またはこれらの複数の要因が相互的に作用した結果の絶滅だった可能性もある。